# Ђерђ Татар
Ђерђ Татар (мађ. Tatár György; Мишколц, 10. септембар 1952 — Мишколц, 20. април 2024) био је мађарски фудбалер. Током своје клупске каријере, Татар је играо за ФК Хонвед Пап Јожеф Мишколц, Диошђер ВТК и ЦД Кастељон. За репрезентацију Мађарске је одиграо 11 утакмица и постигао 5 голова.

## Каријера

### Клуб
Као дете је тренирао атлетику у Диошђер ВТК, а са 12 година је прешао у фудбалску секцију. Међутим, своју сениорску каријеру је започео са Хонвед Папа Јожефом СЕ 1971. године. Почетком 1973. вратио се у ДВТК и дебитовао у Првој лиги Мађарске 4. марта у поразу од 1 : 4 против Ференцвароша ТЦ. У сезони 1972/73, његов клуб је испао из лиге, али је годину дана касније поново промовисан у НБ I. У сезонама 1977. и 1980. је са својим клубом освојио Куп Мађарске, а у сезони 1978/1979, његов клуб је завршио на трећем месту. у лиги. У сезони 1983/1984 играо је за шпански ЦД Кастејон. Због проблема са повредама и аклиматизацијом, завршио је каријеру 1984. године.
Постигавши пет голова за Диошђер ВТК, био је најбољи стрелац клуба у УЕФА такмичењима.

### Репрезентација
За репрезентацију је дебитовао 20. септембра 1978. у поразу од Финске резултатом 1 : 2 у квалификацијама за Европско првенство 1980. За репрезентацију је одиграо 11 утакмица и постигао пет голова.

## Достигнућа
- Прва лига Мађарске у фудбалу
  - трећи: 1978/79.
- Куп Мађарске у фудбалу (MNK)
  - победник: 1977, 1980
  - финалиста: 1981